# Karl 9. af Sverige
Karl 9. (4. oktober 1550 – 30. oktober 1611) var konge af Sverige fra 1604 til 1611. Han var søn af Gustav Vasa, og inden han blev konge var han rigsforstander fra 24. juli 1599.
Han styrtede sin katolske brodersøn Kong Sigismund i 1599 og henrettede de adelige ledere i Blodbadet i Linköping skærtorsdag 19. marts 1600.
Han var en dygtig regent, der fremmede økonomien og forbedrede retsvæsenet.
I 1611 kom han i krig med Danmark under Christian 4. – Kalmarkrigen.